# Баевци (област Велико Търново)
 Тази статия е за селото в област Велико Търново.  За селото в област Габрово вижте Баевци (област Габрово).  
Баевци е село в Северна България. То се намира в община Елена, област Велико Търново.

## География
Село Баевци се намира в планински район.